# Анн Косенс
Анн Косе́нс (фр. Anne Coesens; нар. 1968, Брюссель, Бельгія) — бельгійська акторка. Лауреатка бельгійської національної кінопремії Магрітт 2011 року за найкращу жіночу роль і фільмі «Нелегал».

## Біографія та кар'єра
Анн Косенс народилася у 1968 році в Брюсселі, Бельгія. З дитячих років захоплювалася акторською грою. Після навчання в Королівській консерваторії Брюсселя і на курсі Філіпа Адрієна у Вищій Національної консерваторії драматичного мистецтва в Парижі почала працювати в театрі.
У 1986 році Анн Косенс дебютувала в кіно, зігравши невелику роль у фільмі Жака Дуайона «Пуританка». Після цього вона знялася у понад 50-ти кінострічках та телефільмах у Бельгії та Франції. За виконання головної ролі у фільмі 2010 року «Нелегал» режисера Олів'є Массе-Депасса Анн Косенс була удостоєна бельгійської національної кінопремії «Магрітт» 2011 року в категорії «Найкраща акторка» та здобула кілька фестивальних кінонагород.
У 2016 році акторка здобула нагороду премії «Магрітт» за найкращу жіночу роль другого плану у фільмі режисерки-дебютантки Савіни Деллікур «Усі кішки сірі».

## Особисте життя
Анн Косенс одружена з режисером Олів'є Массе-Депассом, який, окрім «Нелегала», зняв її ще в трьох своїх фільмах.

## Фільмографія (вибіркова)
| Рік       |    | Українська назва               | Оригінальна назва             | Роль                   |
| --------- | -- | ------------------------------ | ----------------------------- | ---------------------- |
| 1986      | ф  | Пуританка                      | La puritaine                  | голос Манон            |
| 1996      | тф | Вогні Сен-Жана                 | Les feux de la Saint-Jean     | Марі                   |
| 1997      | ф  | Моє життя в рожевому кольорі   | Ma vie en rose                | вчителька              |
| 1997      | ф  | Союз шукає палець              | Alliance cherche doigt        | Мелані                 |
| 1997      | тф | Суп з дикими травами           | Une soupe aux herbes sauvages | Емілі Карлес (доросла) |
| 1999      | тф | Від батька до сина             | De père en fils               | Жозефа                 |
| 2000      | ф  | Секрет                         | Le secret                     | Марі                   |
| 2002      | тф | Рік великих дівчаток           | L'année des grandes filles    | Паскалін               |
| 2003      | тф | Син нашого часу                | Un fils de notre temps        | вдова                  |
| 2003      | ф  | Коли ти спустишся з неба       | Quand tu descendras du ciel   | Катрін                 |
| 2003      | тф | Сильні плечі                   | Des épaules solides           | мати Сабіни            |
| 2004      | тф | Танення снігів                 | La fonte des neiges           | Кріс                   |
| 2004      | ф  | Завтра переїжджаємо            | Demain on déménage            | мадемуазель Дітріх     |
| 2004      | кф | У тіні                         | Dans l'ombre                  | Леон                   |
| 2004      | тф | Порука                         | Caution personnelle           | Сесіль Руссель         |
| 2004      | тф | Ніч убивства                   | La nuit du meurtre            | Лаура Мартіньяк        |
| 2004      | ф  | Природний ворог                | L' Ennemi naturel             | компаньйонка Тангі     |
| 2006      | тф | Минулі конфлікти               | Passés troubles               | Сара                   |
| 2006      | ф  | Клітки                         | Cages                         | Еве                    |
| 2007—2009 | с  | Репортери                      | Reporters                     | Флоренс Дюмаль         |
| 2007      | ф  | Дорога                         | Darling                       | суддя                  |
| 2007      | тф | Він приїхав у День всіх святих | Le voyageur de la Toussaint   | Колетт Мовуазен        |
| 2008      | ф  | Приватні уроки                 | Élève libre                   | Паскаль                |
| 2008      | ф  | 9 мм                           | 9mm                           | Надін                  |
| 2008      | тф | Подорож вдови                  | Le voyage de la veuve         | Нанон Левер'є          |
| 2009      | ф  | Відділ 13                      | Diamant 13                    | Леон                   |
| 2010      | ф  | Нелегал                        | Illégal                       | Таня                   |
| 2011      | тф | Джозеф бунтівник               | Joseph l'insoumis             | Женев'єва де Голль     |
| 2012      | ф  | Як лев                         | Comme un lion                 | Франсуаза              |
| 2012      | ф  | Прощавай Марокко               | Goodbye Morocco               | Ізабель                |
| 2014      | ф  | Не в його стилі                | Pas son genre                 | Гелена Паск'є-Легран   |
| 2014      | ф  | Наступного року                | L'année prochaine             | Аріана                 |
| 2014      | ф  | Усі кішки сірі                 | Tous les chats sont gris      | Крістін                |
| 2015      | мф | Авріл і підробний світ         | Avril et le monde truqué      | Шимен, озвучування     |
| 2015      | ф  | Тюремні пташки                 | La Taularde                   | Ноемі, медик           |
| 2017      | ф  | Убивці                         | Tueurs                        | Елен                   |
| 2022      | ф  | Прощайте, месье Гаффманн       | Adieu monsieur Haffmann       | Ханна Гаффманн         |

## Визнання
| Рік                                                                  | Категорія                             | Фільм           | Результат |
| -------------------------------------------------------------------- | ------------------------------------- | --------------- | --------- |
| Міжнародний кінофестиваль короткометражних фільмів у Клермон-Феррані |                                       |                 |           |
| 2005                                                                 | Найкраща акторка                      | У тіні          | Перемога  |
| Варшавський міжнародний кінофестиваль                                |                                       |                 |           |
| 2010                                                                 | Спеціальна згадка                     | Нелегал         | Перемога  |
| Міжнародний кінофестиваль франкомовного кіно в Намюрі                |                                       |                 |           |
| 2010                                                                 | Премія Золотий Баяр найкращій акторці | Нелегал         | Перемога  |
| Міжнародний кінофестиваль в Палм-Спрінгс                             |                                       |                 |           |
| 2011                                                                 | Приз ФІПРЕССІ за найкращу жіночу роль | Нелегал         | Перемога  |
| Премія «Магрітт»                                                     |                                       |                 |           |
| 2011                                                                 | Найкраща акторка                      | Нелегал         | Перемога  |
| 2015                                                                 | Найкраща акторка другого плану        | Не в його стилі | Номінація |
| 2016                                                                 | Найкраща акторка другого плану        | Усі кішки сірі  | Перемога  |
| 2017                                                                 | Найкраща акторка другого плану        | Тюремні пташки  | Номінація |